# 윗반송역
윗반송역(Witbansong station, 上盤松驛)은 대한민국 부산광역시 해운대구 반송동에 있는 부산 도시철도 4호선의 지하철역이다.

## 역사
- 2011년 3월 30일 : 부산 도시철도 4호선 개통과 함께 동부산대학역으로 영업 개시
- 2021년 1월 1일 : 동부산대학교가 폐교되어 윗반송역으로 역명 변경

## 특징
윗반송은 4호선 개통한 2011년 3월 30일부터 2020년 12월 31일까지는 동부산대학역이 주역명이고, 윗반송은 병기역명이었으나, 동부산대학교가 2020년 8월 31일부로 폐교됨에 따라 2021년 1월부로 윗반송역으로 정식명칭화되었다. 인근에 반송 아파트단지가 많이 발달되어 있으나, 영산대역과는 달리 마을 안쪽으로 들어가는 큰 도로와는 거리를 두고 있으며, 이 역에서 구.동부산대학교 쪽으로 운행되는 노선버스가 없고 이 역 앞으로 경유하는 노선버스는 윗반송마을을 경유하지 않고 대부분 다 기장이나 고촌역, 대진여객 차고지 쪽으로 가기 때문에 이용 빈도는 영산대역에 비해 많이 떨어지는 편이다. 이 역 인근에 운봉산과 장산 등산로가 있다.

## 역 구조
1면 2선의 섬식 승강장을 갖춘 고가역이며, 스크린도어가 설치되어 있다. 출구는 4개다.

### 승강장
| 영산대 ↑ |
| 하 상 \| |
| ↓ 고촌   |

| 상행 | ● 부산 도시철도 4호선 | 반여농산물시장 · 충렬사 · 동래 · 미남 방면 |
| 하행 | ● 부산 도시철도 4호선 | 고촌 · 안평 방면                           |

- 승강장에서 반대 방향 열차로 승차가 가능하다.

## 역 주변
- 운송중학교
- 윗반송
- 반송여자중학교
- 반송2동 행정복지센터
- 반송2동 우체국
- 해운대 신협 본점
- 삼한그린타운
- 송운초등학교
- 남흥아파트
- 광하아파트
- 운봉초등학교
- 벽산삼협한솔아파트

## 사진

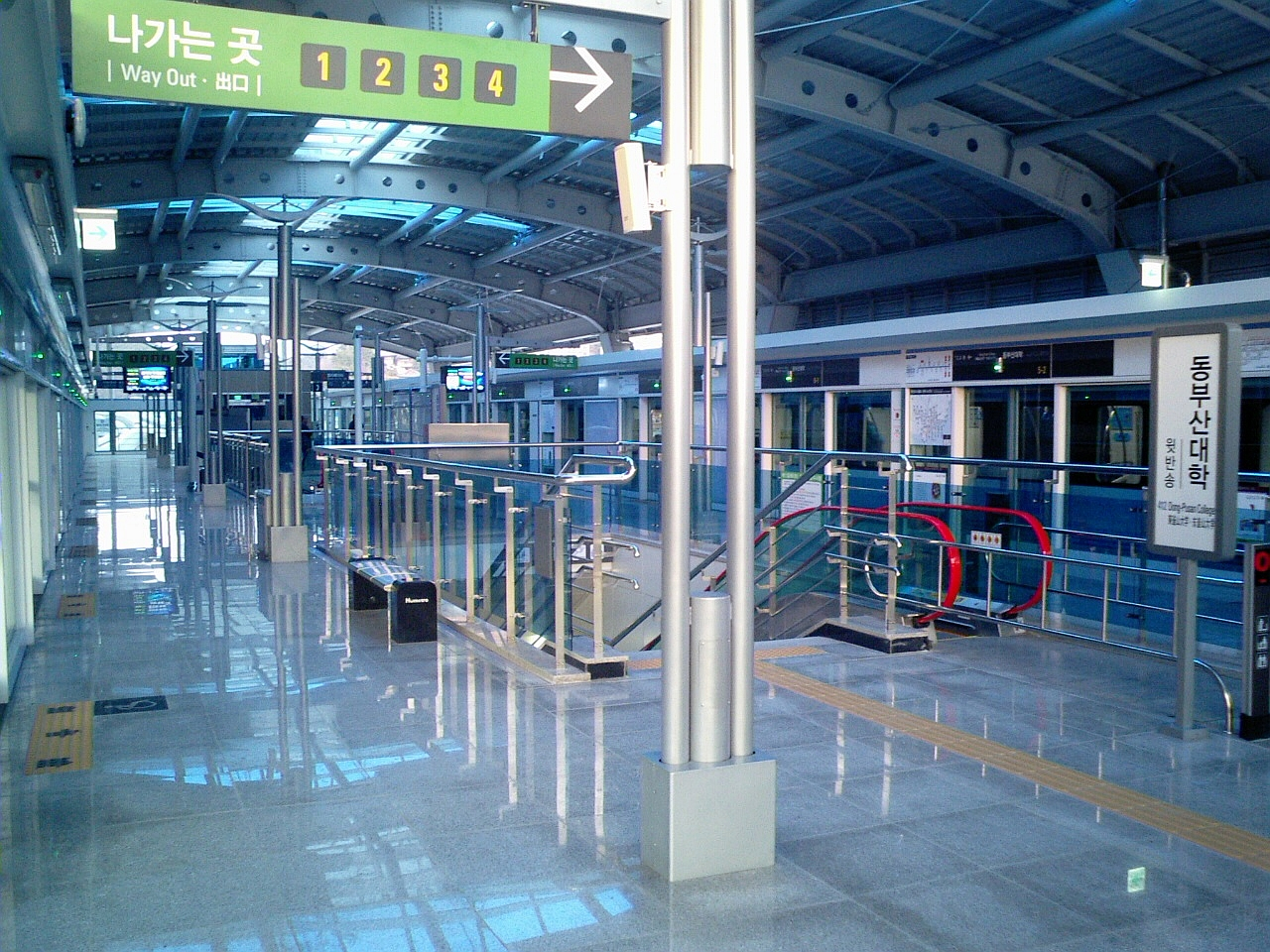
승강장(미남 방향(좌), 안평 방향(우))

## 승차량 변동
| 노선  | 승차 인원 | 승차 인원 | 승차 인원 | 승차 인원 | 승차 인원 | 승차 인원 | 주 석 |
| 노선  | 2011년    | 2012년    | 2013년    | 2014년    | 2015년    | 2016년    | 주 석 |
| ----- | --------- | --------- | --------- | --------- | --------- | --------- | ----- |
| 4호선 | 2944      | 3059      | 3150      | 3243      | 3177      | ?         | [ 2 ] |

## 인접한 역
| 부산 도시철도 4호선  | 부산 도시철도 4호선   | 부산 도시철도 4호선 |
| -------------------- | --------------------- | ------------------- |
| 411 영산대 미남 방면 | ● 부산 도시철도 4호선 | 413 고촌 안평 방면  |